# Tehuchicoloya
Tehuchicoloya är en ort i Mexiko.   Den ligger i kommunen Tlapa de Comonfort och delstaten Guerrero, i den sydöstra delen av landet, 210 km söder om huvudstaden Mexico City. Tehuchicoloya ligger 1 745 meter över havet och antalet invånare är 148.
Terrängen runt Tehuchicoloya är kuperad. Runt Tehuchicoloya är det ganska tätbefolkat, med 108 invånare per kvadratkilometer. Närmaste större samhälle är Tlapa de Comonfort, 13,3 km öster om Tehuchicoloya. I omgivningarna runt Tehuchicoloya växer huvudsakligen savannskog.